# Zagar (personaggio)
Zagar è un personaggio dei fumetti creato da Jacovitti, antagonista principale della serie Cip l'arcipoliziotto, nota anche come Cip e Zagar.

## Caratteristiche
È un abile criminale vestito in calzamaglia nera che nelle storie tenta sempre di sfuggire a Cip l'arcipoliziotto e al suo allievo Gallina.
È un esperto in travestimenti, come quelli da conte, da alpino, da canguro e da struzzo, da strisce pedonali ecc. Può essere considerato un epigono di Fantômas, come il successivo Diabolik.
La sua arma preferita è il martello di legno.